# Makrokylindrus menziesi
Makrokylindrus menziesi är en kräftdjursart som beskrevs av Mihai Bacescu 1962. Makrokylindrus menziesi ingår i släktet Makrokylindrus och familjen Diastylidae. Inga underarter finns listade i Catalogue of Life.